# Groep (ICNCP)
Onder de ICNCP is een Groep (Engels "Group"), met een hoofdletter, voorheen "cultivar groep", een groepering van cultivars. Er kunnen diverse redenen zijn om een groep te benoemen, bijvoorbeeld een groep geel-bloeiende cultivars, een groep cultivars met gevlekte bladeren, een groep die bestendig is tegen een bepaalde ziekte, etc. Een en dezelfde cultivar mag tot meerdere Groepen horen (deze cultivar kan én gele bloemen hebben, én gevlekte bladeren hebben, én bestand zijn tegen een ziekte).
ICNCP Art 3 Ex. 10: "Solanum tuberosum 'Desiree' may be designated part of a Maincrop Group and a Redskin Group since both such designations may be practical to buyers of potatoes ..."
Een andere reden om een Groep te benoemen is wanneer een bekende plant zijn taxonomische status verliest, met name wanneer ze ophoudt een "goede" soort te zijn (de ingevoerde naam wordt een synoniem). De soortaanduiding kan een "Groepsaanduiding" worden (Engels "Group epithet"). Bijvoorbeeld: 
- Tetradium hupehense wordt veelal beschouwd deel uit te maken van
- Tetradium daniellii en in dat geval mag de voormalige soort aangeduid worden als
- Tetradium daniellii Hupehense Groep.

De naam van een Groep bestaat uit een botanische naam plus een Groepsaanduiding (Group epithet): in deze aanduiding wordt elk woord met een hoofdletter geschreven, tenzij er zwaarwegende taalkundige overwegingen zijn om een bepaald woord met een kleine letter te schrijven. Het woord Groep maakt deel uit van de aanduiding en is het laatste woord van die aanduiding (in het Nederlands). Eventueel kan de aanduiding weergegeven worden in de naam van een cultivar, tussen haakjes, geplaatst vóór de cultivar-aanduiding.

## Noot
1. ↑  Vertaling: "Solanum tuberosum 'Desiree' kan tot een Hoofdgewas Groep  en een Roodschillige Groep  gerekend worden daar beide aanduidingen van praktische betekenis kunnen zijn voor kopers van aardappelen..."